# Minke Booij

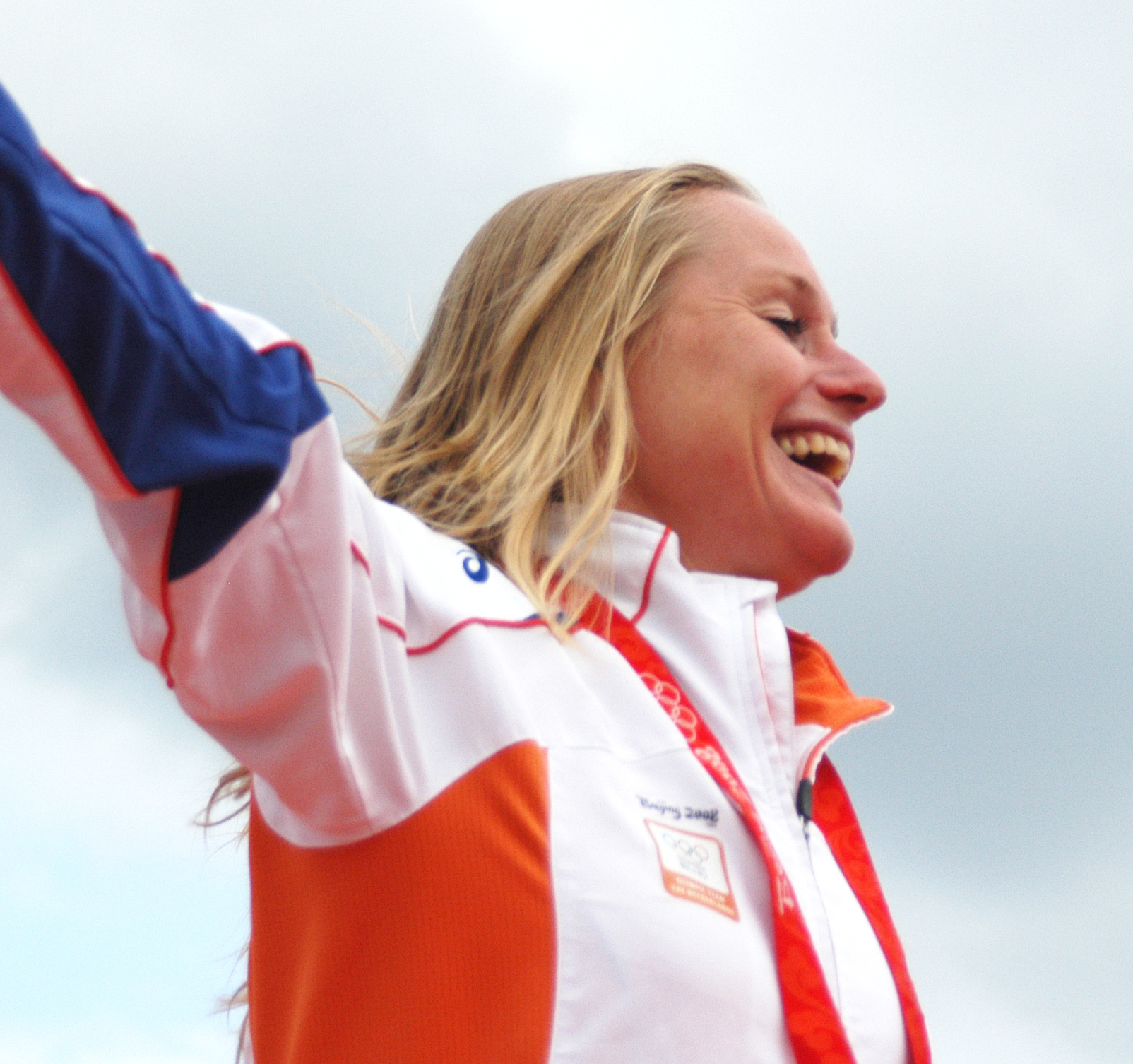
Minke Booij

Minke Gertine Booij (* 24. Januar 1977 in Zaanstad) ist eine niederländische Hockeyspielerin, die seit ihrem Debüt in der niederländischen Hockeynationalmannschaft am 9. September 1998 über 150 Länderspiele absolviert hat. Minke Booij ist Abwehrspielerin und spielt beim HC Den Bosch in der Hoofdklasse.
Booij gewann mit der niederländischen Hockeynationalmannschaft bei den Olympischen Sommerspielen 2000 in Sydney die Bronzemedaille und bei den Olympischen Sommerspielen 2004 in Athen die Silbermedaille. Bei der Feldhockey-Weltmeisterschaft der Damen 2006 war sie Mannschaftsführerin der Nationalmannschaft und wurde Weltmeister.
Im gleichen Jahr wurde sie als Welthockeyspielerin ausgezeichnet. Bei den Olympischen Spielen 2008 gewann sie die Goldmedaille.
Außerdem wurde sie nach der Saison 2005/2006 zur besten Spielerin gewählt. In der Hoofdklasse wurde sie mit dem HC Den Bosch elfmal (1998 bis 2008) niederländischer Meister.